# Albert Bierstadt
Albert Bierstadt (født 7. januar 1830 i Solingen, død 18. februar 1902 i New York) var en tysk-amerikansk maler.
Bierstadt opholdt sig fra sin tidligste barndom i Nordamerika, dog med en længere årrækkes afbrydelse, idet han i sin ungdom blev uddannet i Düsseldorf af Karl Friedrich Lessing, Andreas Achenbach og Emanuel Leutze. Hans kunst, der ynder den vilde bjergnatur og ofte fremtræder i kolossal målestok, har vundet anerkendelse i USA; bekendte arbejder bl.a. Sollys og skygge, Storm i bjergene, Yosemitedalen; han har udført to billeder for Kapitoliet i Washington.
- Albert Bierstadt, Sollys og skygge, 1862, Fine Arts Museums of San Francisco.
- Albert Bierstadt, Yosemitedalen 1865, Birmingham Museum of Art.
- Albert Bierstadt, Storm over Matterhorn, 1886, Joslyn Art Museum.